# Кадыр, Манзур
Манзур Кадыр (англ. Manzur Qadir; 28 ноября 1913, Лахор — 12 октября 1974, Лондон) — пакистанский государственный деятель. Был пятым министром иностранных дел государства.

## Деятельность на посту министра иностранных дел
В 1960 году благодаря инициативе Манзура Кадыра состоялась первая в истории встреча президента Пакистана Айюба Хана с премьер-министром Индии Джавахарлалом Неру. 12 марта 1960 года Манзур Кадыр намекнул, что Пакистан открыт для альтернативы проведения плебисцита по статусу Кашмира: «Если есть какие-то решения, кроме этого, мы можем это обсудить». 30 июня 1960 года представители Индии заявили, что больше не настаивают на проведении плебисцита. Несмотря на определённые успехи в достижении консенсуса по статусу Кашмира, обе стороны так и не пришли к единому мнению, что в итоге привело ко Второй индо-пакистанской войне.